# Mademoiselle et son flic
Pour plus de détails, voir Fiche technique et Distribution.
Mademoiselle et son flic (titre original : She Married a Cop) est un film américain en noir et blanc réalisé par Sidney Salkow, sorti en 1939.

## Synopsis
À New York, Jimmy Duffy, un policier irlandais, croit qu'il a été embauché par deux producteurs de théâtre pour ses splendides dons vocaux. En fait, il fera la voix d'un cochon dans l'émission qui se prépare...

## Fiche technique
- Titre : Mademoiselle et son flic
- Titre original : She Married a Cop
- Réalisation : Sidney Salkow
- Scénario : Olive Cooper
- Montage : Ernest J. Nims
- Photographie : Ernest Miller
- Musique : Cy Feuer, William Lava
- Producteur : Sol C. Siegel
- Société de distribution : Republic Pictures
- Pays d'origine :  États-Unis
- Format : noir et blanc - 1,37:1 - Mono
- Genre : Comédie
- Durée : 66 min
- Dates de sortie : 
  - États-Unis : 12 juillet 1939
  - Belgique : 16 mars 1945 (Bruxelles)
  - France : 23 juin 1948

## Distribution
- Phil Regan : Jimmy Duffy
- Jean Parker : Linda Fay
- Jerome Cowan : Bob Adams
- Barnett Parker : Bekins
- Oscar O'Shea : Pa Duffy
- Mary Gordon : Ma Duffy
- Peggy Ryan : Trudy
- Horace McMahon : Joe Nash